# 維利希夫齊 (切梅里夫齊區)
49°4′50″N 26°14′54″E / 49.08056°N 26.24833°E
維利希夫齊（烏克蘭語：Вільхівці），是烏克蘭西部的村莊，隸屬赫梅利尼茨基州的卡緬涅茨-波多利斯基區。該村處於穆哈河畔，始建於1493年，面積4.5平方公里，2001年人口1,505。